# Thangmar
Thangmar von Hildesheim (* ca. 940/950 in der Diözese Hildesheim?; † 25. Mai nach 1019 Hildesheim) war Leiter (Scholaster) der Hildesheimer Domschule und gilt als Autor der Lebensbeschreibung des Bischofs Bernward von Hildesheim, der Vita Bernwardi.

## Leben
Die Herkunft dieses Sachsen ist unbekannt. Er war zunächst Priester an der Hildesheimer Domkirche, um 970 dort Domdekan. Als Scholaster war er auch Bibliothekar und Notar. Er war ab 976 Lehrer und Erzieher des späteren Bischofs Bernward, möglicherweise ebenso von dem späteren Kaiser Heinrich II. Vermutlich legte er vor September 1000 das Amt des Domdekans nieder.
Als um 1000 mit dem Mainzer Erzbischof Willigis der Gandersheimer Streit um die Zugehörigkeit Gandersheims zu Hildesheim oder Mainz entbrannte, begleitete er Bischof Bernward nach Rom. 1002 unternahmen er die Reise nochmals allein.
Im Zusammenhang mit dem Feldzug Heinrichs II. gegen Balduin IV. von Flandern, an dem Bernward 1007 teilnahm, findet Thangmar keine Erwähnung. Thangmar findet sich noch unter den Zeugen der Stiftungsurkunde Bernwards für das Hildesheimer Michaeliskloster vom 1. November 1019 wieder.
Thangmar fand sein Grab in der Antoniuskapelle unter der 1003 geweihten Martinskapelle am Kreuzgang des von Bernward gestifteten Michaelisklosters, dem er eine Sammlung von 50 Büchern hinterlassen hatte.
Thangmar stellt sich im Prolog der Vita Bernwardi als deren Verfasser vor. Allgemein anerkannt ist seine Autorschaft allerdings nur für die ersten 10 Kapitel. Für den folgenden Bericht über die zu Bernwards Lebzeiten erfolgten Etappen des Gandersheimer Streites und über Bernwards Romreise sowie den Schluss über die Errichtung des Michaelisklosters und Bernwards Tod ist die Autorenfrage umstritten.